# Брамхар, Эрик
Э́рик Бра́мхар (нидерл. Frederikus ("Eric") Johannes Braamhaar, 13 октября 1966, Рейссен, Оверэйсел) — нидерландский футбольный арбитр, работающий в основном в Эредивизи. Вне футбольной жизни был менеджером по продаже солнечных водонагревателей, имеет образование бухгалтера.

## Биография
Эрик Брамхар родился 13 октября 1966 года в городке Рейссен, а в настоящее время[когда?] живёт в городке Энтер, что расположен неподалёку[как?].
В 1983 году после завершения курсов при судейском комитете национальной футбольной федерации Нидерландов, Брамхар уже в возрасте 17 лет обслуживал свои первые матчи в чемпионатах любительского уровня. В 1997 году Эрику доверили игры первого нидерландского дивизиона.
Эрик Брамхар является арбитром ФИФА с 2002 года. Первыми матчами на международной арене для него стали игры юниорского чемпионата мира 2003 года в Финляндии. В 2004 году он обслуживал товарищеский матч сборных Италии и Чехии. В 2005 году под его судейством проходили матчи молодёжного чемпионата мира в Нидерландах.
Тем не менее, одними из самых престижных матчей, которые ему доводилось обслуживать, являются матчи групповых турниров Лиги чемпионов в сезонах 2006/07, 2007/08 и 2008/09, а также полуфинал Кубка УЕФА 2006/2007 между клубами «Осасуна» и «Севилья». В сезоне 2011/12 Эрик завершает свою карьеру на международной арене по причине достижения возрастного ценза.
Брамхар также обслуживал матчи отборочного турнира чемпионатов мира и Европы. 11 октября 2006 года он обслуживал игру отборочного этапа ЧЕ-2008 между сборными России и Эстонии, а 11 октября 2008 года отборочный матч ЧМ-2010 между сборными Украины и Хорватии.
Необычным событием в его судейской карьере стало назначение на матч 3 тура российской премьер-лиги между ЦСКА и «Локомотивом» (2:0), который по мнению судейского комитета России он отсудил на хорошем уровне.

## Критика
20 февраля 2007 года обслуживая матч Лиги чемпионов УЕФА «Лилль» — «Манчестер Юнайтед». Арбитр засчитал гол, забитый на 83-й минуте Райаном Гиггзом со штрафного, исполненного без свистка арбитра во время установки стенки. Игроки французской команды в знак протеста отказались продолжать матч, делегат УЕФА убедил их закончить игру.
В марте 2007 года в матче голландского чемпионата реакцией арбитра на пятый забитый «Аяксом» гол в ворота «ПСВ Эйндховен» стало неожиданное проявление радости. Эмоции Брамхар объяснял тем, что он правильно рассудил эпизод перед взятием ворот, позволив продолжить игру, несмотря на грубое нарушение правил со стороны игрока «ПСВ».